# Psalm van Rodenbach
De Psalm van Rodenbach is een gebed van de Vlaamse voorman Albrecht Rodenbach uit 1879-1880. Het wordt beschouwd als een synthese van de vijfstrofige zang die Rodenbach eerder schreef voor het drama Philippine van Vlaanderen van Desiré Delcroix en het auteurloze prozagebed Voor Vlaanderen! dat verscheen op 11 mei 1879 in het weekblad Rond den Heerd en tekenen vertoont van een groeiende schoolstrijdpsychose.
In vele geledingen van de Vlaamse Beweging werd dit gebed generaties lang gebeden ter gelegenheid van een plechtige samenkomst of een vergadering.

## Tekst
God, onze Heer, Gij zijt de Heer der Heren.
Gij draagt de wereld op uw hand;
lacht ge op een volk, het bloeit in roem en ere,
keert Gij uw blikken, 't stort in 't zand!
God, onze Heer, gij loecht weleer op Vlaanderen;
toen was het machtig, schoon en fier;
kluister en juk, het sloeg ze ruw aan spaandren:
"Vrijheid en Neering!" klonk het hier.
God, onze Heer, wil 't jong geslacht aanhoren;
red Vlaanderen uit zijn diepe val!
Zegen de eed door allen trouw gezworen;
Vlaanderen, Vlaanderen boven al!